# Associazione Calcio Trento Caproni 1942-1943
Questa voce raccoglie le informazioni riguardanti l'Associazione Calcio Trento Caproni nelle competizioni ufficiali della stagione 1942-1943.

## Rosa
| N. |                   | Ruolo | Calciatore        |
| -- | ----------------- | ----- | ----------------- |
|    | Italia (bandiera) | C     | G. Acciarotti     |
|    | Italia (bandiera) | P     | Giuseppe Bonetti  |
|    | Italia (bandiera) | C     | Renzo Bergonzini  |
|    | Italia (bandiera) | D     | Giovanni Braga    |
|    | Italia (bandiera) | A     | Mario Capolaro    |
|    | Italia (bandiera) | C     | Lanfranco Catuzzi |
|    | Italia (bandiera) | A     | Alido Chiaruttini |
|    | Italia (bandiera) | D     | Giovanni Doro     |
|    | Italia (bandiera) | D     | Nello Filippelli  |

| N. |                   | Ruolo | Calciatore        |
| -- | ----------------- | ----- | ----------------- |
|    | Italia (bandiera) | D     | D. Florettini     |
|    | Italia (bandiera) | A     | Marino Galeotti   |
|    | Italia (bandiera) | A     | Sergio Maestri    |
|    | Italia (bandiera) | C     | Sestilio Porciani |
|    | Italia (bandiera) | A     | Annibale Scapini  |
|    | Italia (bandiera) | A     | A. Trecani        |
|    | Italia (bandiera) | A     | Silvio Tremonti   |
|    | Italia (bandiera) | D     | Luigi Visintainer |